# Das Fleisch ist schwach
Das Fleisch ist schwach (Originaltitel: Bufere – der deutsche Titel ist eine Anspielung auf Mt 26,41 ) ist ein italienisch-französischer Spielfilm aus dem Jahr 1953 in Schwarzweiß von Guido Brignone. Die Hauptrollen sind mit Jean Gabin, Silvana Pampanini und Carla Del Poggio besetzt. Das Drehbuch verfasste Sabatino Lopez. In Italien kam der Streifen zum ersten Mal am 6. Februar 1953 ins Kino, in Deutschland im selben Jahr am 30. Oktober.

## Handlung
Die attraktive Artistin Daisy gerät mit ihrem Partner, dem berühmten Trapezkünstler Sergio Farnell, in Streit. Nachdem sie von ihm geohrfeigt worden ist, beschließt sie, sich an ihm zu rächen. Bei der nächsten Vorstellung lässt sie ihn abstürzen. Während eines Besuchs im Krankenhaus lernt Daisy Sergios behandelnden Arzt, den Chirurgen und Universitätsprofessor Antonio Sanna, kennen. Obwohl der im Grunde glücklich mit seiner Frau Maria verheiratet ist, verfällt er ziemlich schnell den Verführungskünsten der schönen Artistin. So nach und nach vernachlässigt der Arzt seine Familie. Er wird Daisy vollkommen hörig. Dies geht sogar so weit, dass er eines Tages bei einer Operation feststellen muss, dass er seiner Aufgabe nicht mehr gewachsen ist. Fahrlässig verschuldet er den Tod eines Patienten.
Sergio, dessen Verletzung der Wirbelsäule von Dr. Sanna erfolgreich behandelt worden ist, öffnet dem Arzt die Augen bezüglich des wahren Charakters von Daisy. Schon will er sich von ihr abwenden, da sucht sie ihn bei einer Vorlesung in der Universität auf, und sofort unterliegt er erneut ihrer Anziehungskraft. Dieses Liebesverhältnis bleibt auch Maria Sanna nicht verborgen. Zusammen mit dem gemeinsamen Sohn Mario verlässt sie ihren Gatten.
Es kommt der Tag, an dem Dr. Sanna den Entschluss fasst, alle Zelte hinter sich abzubrechen und mit Daisy durch die Lande zu ziehen. Freunde der Familie berichten Maria von dem Plan. Daraufhin stellt diese ihre Rivalin bei einer Autofahrt zur Rede. In ihrer Erregung steigert Maria zusehends die Fahrgeschwindigkeit. Einem entgegenkommenden Lastwagen kann sie nicht mehr ausweichen. Beide Frauen werden schwer verletzt.
Daisy überlebt den Unfall nicht. Maria hingegen wird von ihrem eigenen Mann erfolgreich operiert. Das Ehepaar versöhnt sich und zieht wieder zusammen.

## Kritik
Das Lexikon des internationalen Films hat keine gute Meinung von dem Streifen: „Banales Leidenschafts-Melodram, realitätsfern und ohne psychologische Delikatesse.“

## Quelle
- Programm zum Film: Das Neue Film-Programm, erschienen im gleichnamigen Verlag H. Klemmer & Co., Neustadt an der Weinstraße, ohne Nummernangabe